# Мередит, Кэмерон
Кэмерон Мередит (англ. Cameron Meredith, 21 сентября 1992, Беруин, Иллинойс) — профессиональный футболист, уайд ресивер. На студенческом уровне выступал за команду университета штата Иллинойс. В НФЛ провёл три сезона в составе «Чикаго Беарс», один год играл за «Нью-Орлеан Сэйнтс».

## Биография

### Любительская карьера
Кэмерон Мередит родился 21 сентября 1992 года в Беруине, пригороде Чикаго. Учился в старшей школе Сент-Джозеф, играл в бейсбол и баскетбол. За школьную футбольную команду провёл три сезона на позиции квотербека. После её окончания, в 2010 году, поступил в Университет штата Иллинойс, изучал спортивный менеджмент. 
В сезоне 2010 года за команду колледжа Кэмерон не играл, а в течение следующих двух лет был запасным квотербеком «Иллинойс Стейт Редбердс», принял участие в трёх матчах. Перед началом сезона 2013 года Мередит перешёл на позицию принимающего. В новой роли он провёл десять игр, набрав 370 ярдов с пятью тачдаунами и став самым результативным игроком команды. В 2014 году закрепился в стартовом составе, сыграв в пятнадцати матчах сезона. Кэмерон стал одним из шести игроков в истории университета, набравшим более 1 000 ярдов за сезон. «Редбердс» дошли до финала плей-офф дивизиона FCS, где проиграли команде Университета штата Северная Дакота.

#### Статистика выступлений в NCAA
| Сезон | Команда                 | Игры | Приём | Приём | Приём | Приём | Вынос | Вынос | Вынос | Вынос |
| Сезон | Команда                 | Игры | Rec   | Yds   | Y/A   | TD    | Att   | Yds   | Y/A   | TD    |
| ----- | ----------------------- | ---- | ----- | ----- | ----- | ----- | ----- | ----- | ----- | ----- |
| 2012  | Иллинойс Стейт Редбердс | 1    | 0     | 0     | 0,0   | 0     | 1     | 11    | 11,0  | 0     |
| 2013  | Иллинойс Стейт Редбердс | 10   | 21    | 370   | 17,6  | 5     | 0     | 0     | 0,0   | 0     |
| 2014  | Иллинойс Стейт Редбердс | 15   | 66    | 1 061 | 16,1  | 9     | 1     | -1    | -1,0  | 0     |
| Всего | Всего                   | 26   | 87    | 1 431 | 16,4  | 14    | 2     | 10    | 5,0   | 0     |

### Профессиональная карьера
На драфте НФЛ 2015 года Мередит не был выбран ни одной из команд. В мае он в статусе свободного агента подписал контракт с «Чикаго Беарс». После ряда травм среди принимающих клуба, Кэмерон получил возможность проявить себя. В дебютном сезоне он сыграл в одиннадцати матчах, набрав на приёме 120 ярдов. В 2016 году Мередит закрепился в составе «Чикаго», сыграл в четырнадцати матчах. За сезон он сделал 66 приёмов на 888 ярдов и занёс четыре тачдауна. Перед началом сезона 2017 года Кэмерон получил тяжёлую травму колена и полностью пропустил год. После окончания сезона он получил статус ограниченного свободного агента. В апреле 2018 года он получил предложение двухлетнего контракта на 9,6 млн долларов от «Нью-Орлеан Сэйнтс». «Беарс» не стали повторять предложение и Мередит покинул команду.
Реализовать свой потенциал в новой команде Кэмерон не смог. За «Сэйнтс» он сыграл в шести матчах сезона 2018 года, после чего снова травмировал колено. В июле 2019 года клуб объявил об отчислении игрока. В начале августа Мередит заключил двухлетнее соглашение с «Нью-Ингленд Пэтриотс», сумма сделки составила 2,02 млн долларов. Он был внесён в список игроков, не готовых к физическим нагрузкам из-за травмы колена. Первого октября его отчислили.
Мередит полностью пропустил сезоны 2019 и 2020 годов. В июле 2021 года он подписал контракт с клубом Канадской футбольной лиги «Виннипег Блу Бомберс». В августе, в конце предсезонных сборов, его отчислили из-за неготовности к тренировкам. 

#### Статистика выступлений в НФЛ

##### Регулярный чемпионат
| Сезон | Команда           | Игры | Приём | Приём | Приём | Приём | Вынос | Вынос | Вынос | Вынос |
| Сезон | Команда           | Игры | Rec   | Yds   | Y/A   | TD    | Att   | Yds   | Y/A   | TD    |
| ----- | ----------------- | ---- | ----- | ----- | ----- | ----- | ----- | ----- | ----- | ----- |
| 2015  | Чикаго Беарс      | 11   | 11    | 120   | 10,9  | 0     | 0     | 0     | 0,0   | 0     |
| 2016  | Чикаго Беарс      | 14   | 66    | 888   | 13,5  | 4     | 1     | 6     | 6,0   | 0     |
| 2018  | Нью-Орлеан Сэйнтс | 6    | 9     | 114   | 12,7  | 1     | 0     | 0     | 0,0   | 0     |
| Всего | Всего             | 31   | 86    | 1 122 | 13,0  | 5     | 1     | 6     | 6,0   | 0     |